# Silopi

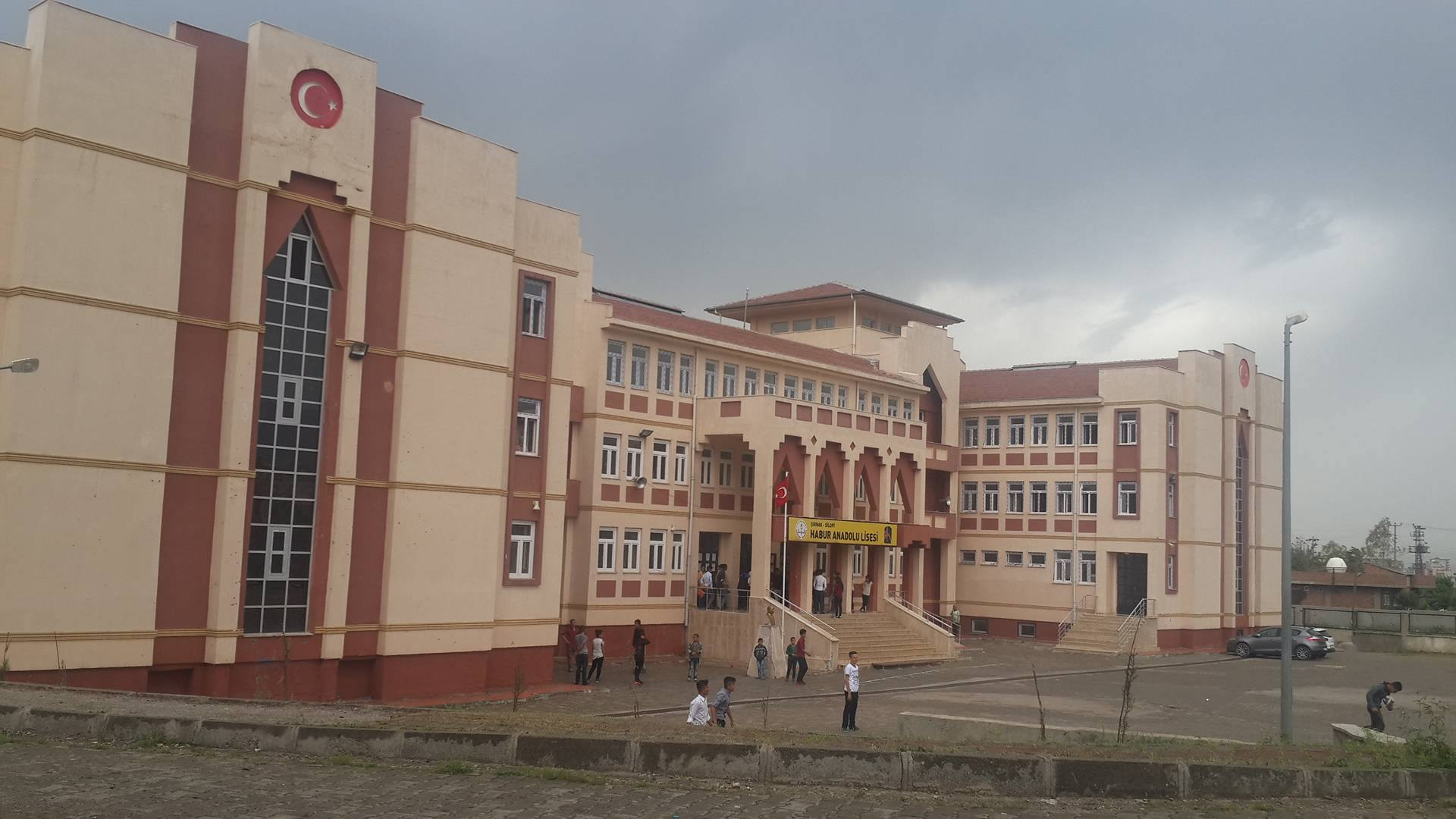
Liceum Habur Anadolu w Silopi

Silopi – miasto w Turcji w prowincji Şırnak.
Według danych na rok 2000 miasto zamieszkiwało 51 199 osób.